# Pébées
Pébées é uma comuna francesa na região administrativa de Occitânia, no departamento de Gers. Estende-se por uma área de 4,05 km². Em 2010 a comuna tinha 106 habitantes (densidade: 26,2 hab./km²).